# سگ‌های خیابانی در مسکو

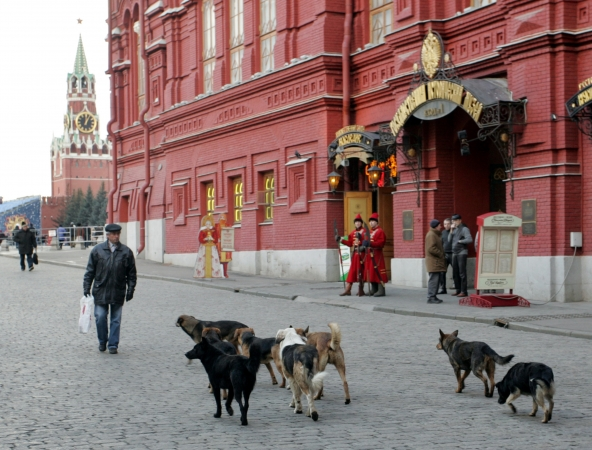
گله ای از سگ‌های ولگرد در میدان سرخ مسکو

شهر مسکو، روسیه، میزبان جمعیت زیادی از سگ‌های آزاد است. بسیاری از آنها به صورت دسته‌ای زندگی می‌کنند و به جستجوی غذا از رهگذران عادت کرده‌اند. برخی از آنها که مرتباً در مترو رفت و آمد می‌کنند یا در آن ساکن هستند، به دلیل یادگیری نحوه استفاده از قطارها برای رفت و آمد بین مکان‌های مختلف، توجه بین‌المللی را به خود جلب کرده‌اند. معروف‌ترین سگ خیابانی مسکو، لایکا (به روسی: Лайка) است که در نهایت یکی از اولین حیواناتی بود که به فضا رفت و اولین حیوانی بود که به دور زمین چرخید.

## پیشینه
موضوع سگ‌های ولگرد مسکو اولین بار توسط نویسندگان روسی مانند روزنامه‌نگار ولادیمیر گیلیاروفسکی در اواخر قرن نوزدهم مطرح شد. سرنوشت غم‌انگیز آنها توسط آنتون چخوف در داستان کوتاه معروف کاشتانکا، توسط میخائیل بولگاکف در رمان کوتاه قلب یک سگ و توسط گاوریل ترویپولسکی در رمان گوش سیاه سفید به تصویر کشیده شده است. تا مارس ۲۰۱۰، تخمین زده می‌شود که ۳۵۰۰۰ سگ ولگرد در محدوده شهر مسکو زندگی می‌کردند، یا تقریباً یک سگ برای هر ۳۰۰ نفر، و حدود ۳۲ سگ در هر کیلومتر مربع (۸۴ سگ در هر مایل مربع).
به گفته آندری پویارکوف از مؤسسه بوم‌شناسی و تکامل AN سورتسوف، زیست‌شناس و متخصص گرگ که بیش از ۳۰ سال سگ‌های مسکو را مطالعه کرده است، مقدار غذای موجود برای آنها، جمعیت کل سگ‌های بی‌خانمان را بین ۳۵۰۰۰ تا ۵۰۰۰۰ ثابت نگه می‌دارد. اکثر توله‌ها به بزرگسالی نمی‌رسند و آن‌هایی که می‌رسند اساساً جایگزین سگ‌های بالغی می‌شوند که فوت کرده‌اند. عمر بیش از ۱۰ سال نادر تلقی می‌شود. بسیاری از سگ‌های خیابانی، اگر نگوییم اکثر آنها، شباهت‌های فیزیکی خاصی دارند: اندازه متوسط با خز ضخیم، سرهای گوه‌ای شکل و چشم‌های بادامی، با دم‌های بلند و گوش‌های ایستاده.
بیشتر سگ‌ها بی‌خانمان به دنیا می‌آیند؛ برخی دیگر به عنوان حیوانات خانگی طرد شده یا رها شده سر از خیابان‌ها درمی‌آورند. پویارکوف تخمین می‌زند که کمتر از ۳ درصد سگ‌های خانگی رها شده به اندازه کافی زنده می‌مانند تا بتوانند تولید مثل کنند.
در طول سال‌هایی که پویارکوف سگ‌ها را مشاهده می‌کرد، متوجه شد که جمعیت آنها ویژگی‌هایی مانند پوشش خالدار، تکان دادن دم و دوستی را از دست داده است، ویژگی‌هایی که سگ‌ها را از گرگ‌ها متمایز می‌کند.

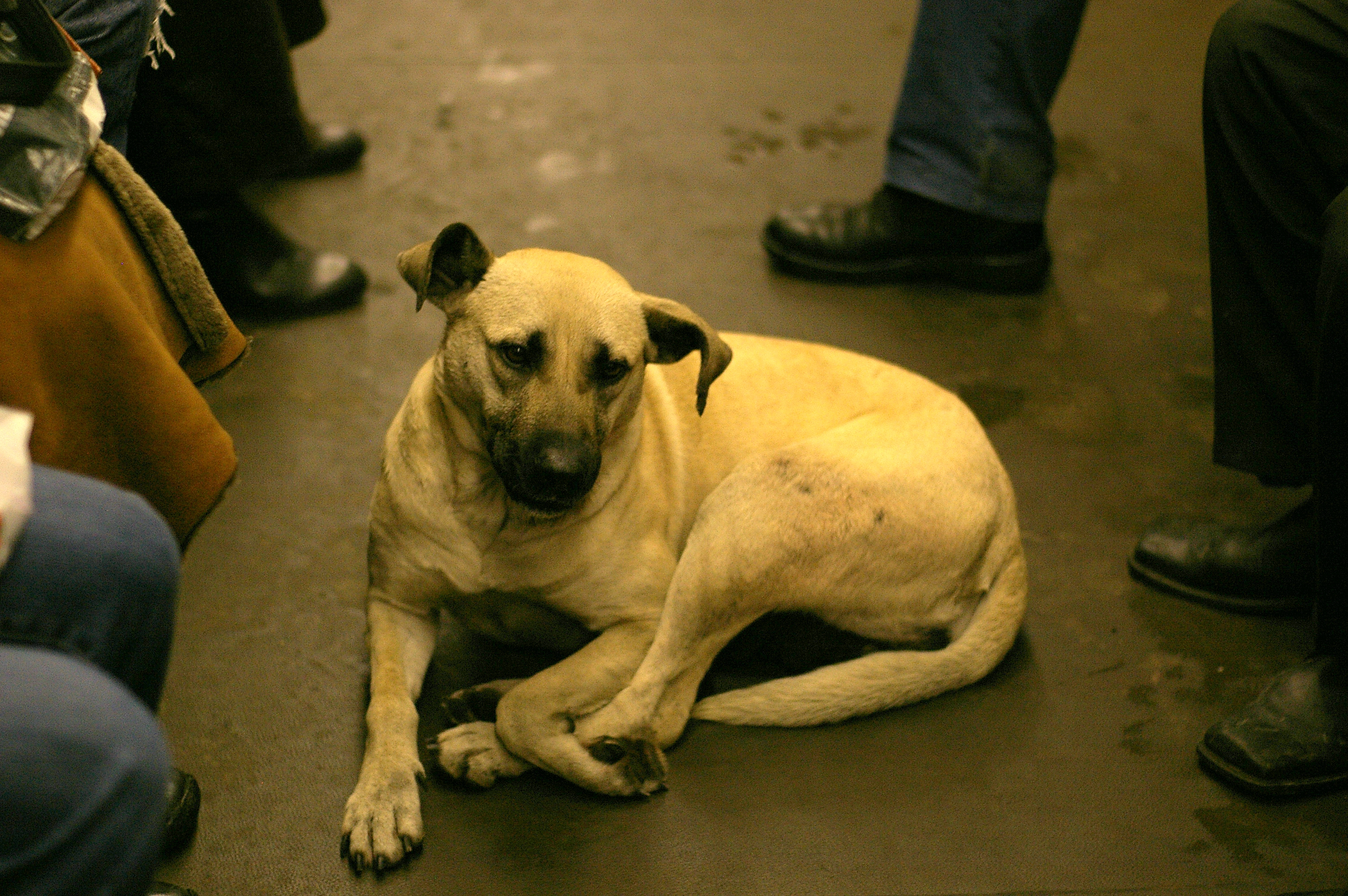
یک سگ ولگرد مسکویی که سوار مترو می‌شود.

وقتی تعداد سگ‌های خیابانی در دهه نود به شدت افزایش یافت و آنها شروع به گاز گرفتن انسان‌ها کردند، سگ‌ها شکار و کشته شدند. در سال‌های اخیر، نگرش و استراتژی نسبت به سگ‌های خیابانی تغییر کرده است. سگ‌ها گرفته و عقیم می‌شوند و به اندازه کافی غذا به آنها داده می‌شود. این سگ‌ها شهر را از بقایای غذا و موش‌ها پاک می‌کنند. سگ‌های ولگرد در مسکو رفتار خود را با ترافیک و زندگی مسکو تطبیق داده‌اند. سگ‌ها سوار مترو می‌شوند و قوانین چراغ راهنمایی را درک می‌کنند. سگ‌های ولگرد مسکو اغلب سگ‌های متروی مسکو نامیده می‌شوند.

## انواع سگ‌های خیابانی
پویارکوف ساختارهای اجتماعی در حال تکامل آنها را به چهار گروه طبقه‌بندی کرد:
- سگ‌های وحشی (وحشی و شب‌زی، از انسان‌ها دوری می‌کنند و آنها را به عنوان یک تهدید می‌بینند)
- علوفه‌خواران (نیمه‌وحشی)
- گداها (اجتماعی‌ترین افراد با مردم، اما نه مهربان یا وابسته به شخص)
- سگ‌های نگهبان (که انسان‌های خاصی را به عنوان رهبر خود می‌بینند. معمولاً در کارخانه‌ها یا کارگاه‌های ساختمانی دیده می‌شوند، ممکن است به‌طور منظم تغذیه شوند اما صاحب رسمی ندارند).[۱۰]

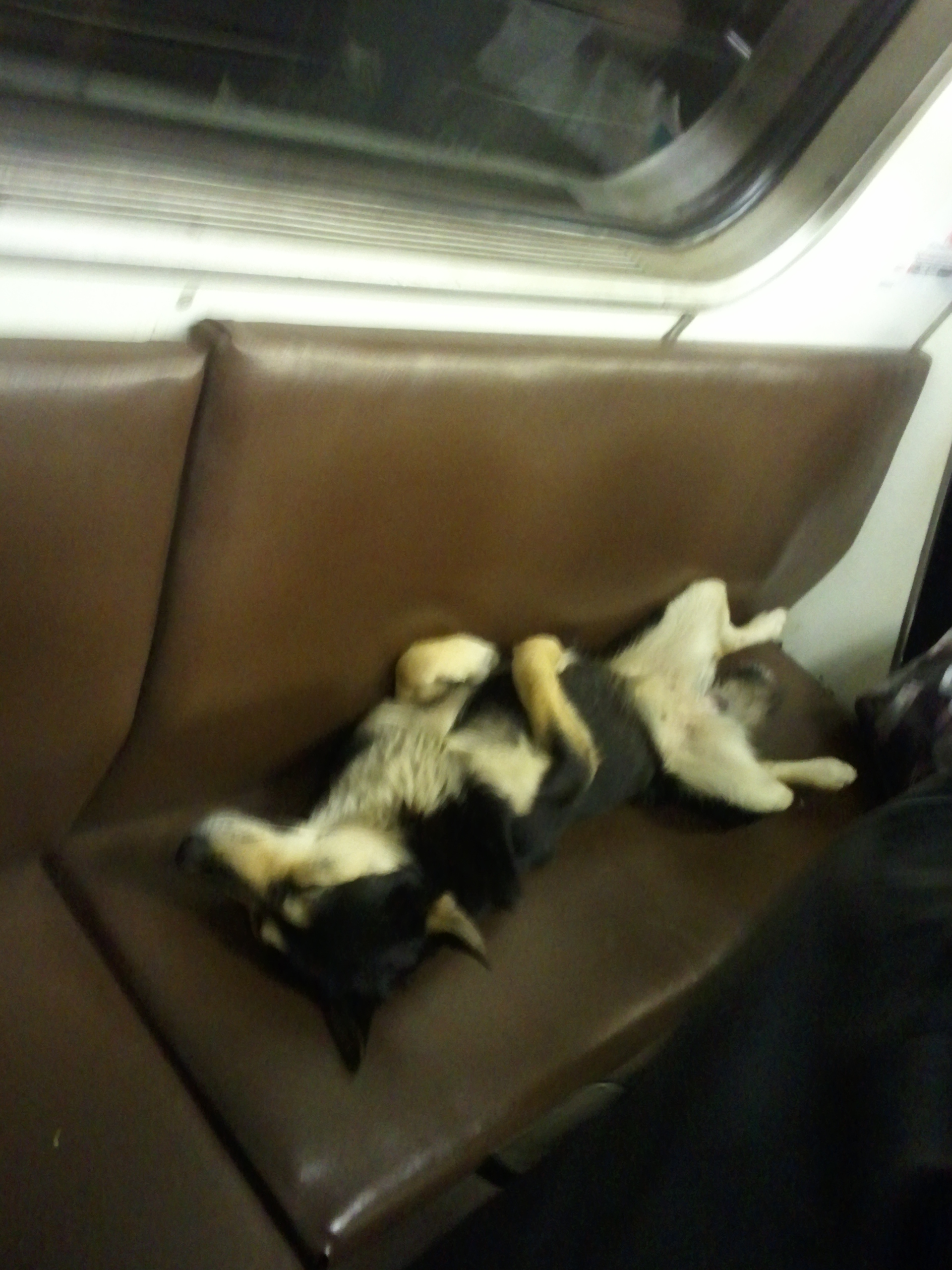
سگی که در متروی مسکو خوابیده است

### تکنیک‌های گدایان
گدایان شهری به‌طور خاص از سطح بالای فعالیت‌های اطرافشان نگران نیستند، حتی می‌توانند در میان مناطق شلوغ بخوابند. آنها همچنین رفتارهای بسیار تخصصی دارند، که آنها را از سگ‌های اهلی و گرگ‌ها متمایز می‌کند. گدایان ممکن است به صورت گله ای زندگی کنند، اما رهبر یک گله با سایر گله‌ها تعامل خواهد داشت. رهبران لزوماً قوی‌ترین یا غالب‌ترین سگ نیستند، بلکه باهوش‌ترین آنها هستند و توسط سایر سگ‌های گله که برای بقا به آنها وابسته هستند، به این عنوان شناخته می‌شوند.
یکی از تکنیک‌هایی که بعضی از سگ‌ها برای گرفتن غذا دارند این است که یواشکی پشت سر کسی که غذا در دست دارد می‌روند. سپس سگ پارس می‌کند که گاهی اوقات آنقدر انسان را می‌ترساند که غذا را می‌اندازد.
سگ‌ها یادگرفته‌اند که همراه با عابران پیاده از خیابان عبور کنند و مشاهده شده است که از چراغ راهنمایی پیروی می‌کنند. از آنجایی که سگ‌ها بینایی دورنگ دارند، محققان این نظریه را مطرح می‌کنند که سگ‌ها نشانه‌های دیگری مانند شکل یا موقعیت سیگنال‌های در حال تغییر را نیز تشخیص می‌دهند.
سگ‌ها در درک شهودی روان‌شناسی انسان‌ها مهارت پیدا کرده‌اند تا مشخص کنند کدام تکنیک‌ها روی چه کسی بهتر جواب می‌دهد. سگ‌هایی که در مناطق پر رفت و آمد مستقر می‌شوند، متوجه می‌شوند که در چنین مکان‌هایی، اغلب نیازی به تلاش برای تهیه غذا ندارند، زیرا عابران پیاده هنگام عبور، آن را به اطراف پرتاب می‌کنند. سگ‌هایی که سوءتغذیه دارند، نادر هستند. غذا اغلب به راحتی در دسترس است و به سگ‌ها این امکان را می‌دهد که انتخابگر باشند.
کاهش نیاز به رقابت برای غذا به رفتار اجتماعی پایدار کمک کرده است، اگرچه مواردی از آسیب دیدن انسان‌ها توسط دسته‌های سگ، به ویژه در مناطق کمتر شهری، گزارش شده است.
به گفته الکسی ورشچاگین، دانشجوی فارغ‌التحصیل پویارکوف که آنها را مطالعه کرده است، سگ‌ها معمولاً برای جلوگیری از درگیری با انسان‌ها از مسیر خود خارج می‌شوند و به ندرت در مناطق شلوغ یا پیاده‌روها مدفوع می‌کنند. در میان عموم مردم، سگ‌ها همزمان با محبت و به عنوان یک مشکل دیده می‌شوند، اما علاوه بر این، عموماً تحمل می‌شوند. بسیاری از مردم ترجیح می‌دهند به آنها غذا بدهند و برخی حتی در زمستان برای آنها پناهگاه‌های اولیه می‌سازند. بسیاری آنها را جزئی از شخصیت شهر می‌دانند. تلاش‌های عقیم‌سازی تأثیر کمی بر کاهش جمعیت داشته است.

## سگ‌های ساکن مترو
متروی مسکو، پس از متروی پکن، دومین متروی پراستفادهٔ جهان از نظر تعداد مسافران روزانه است. به‌طور متوسط، حدود ۵۰۰ سگ، به ویژه در ماه‌های سردتر، در ایستگاه‌های آن زندگی می‌کنند. از بین این سگ‌ها، اعتقاد بر این است که حدود ۲۰ سگ یادگرفته‌اند که چگونه از این سیستم به عنوان وسیله‌ای برای رفت و آمد استفاده کنند. نظریه‌هایی که توضیح می‌دهند چگونه آنها قادر به تعیین صحیح مسیرهای خود هستند، شامل ترکیبی از موارد زیر است:
- توانایی تخمین مدت زمان صرف شده در قطار بین ایستگاه‌ها (فواصل زمانی)
- تشخیص نام مکان‌ها که از بلندگوی قطارشان اعلام می‌شود
- رایحه‌های ایستگاه‌های خاص.[۱۷]

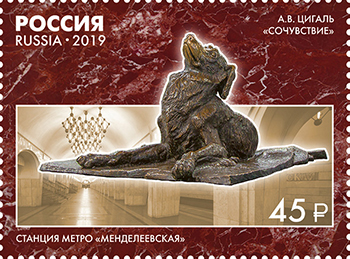
بنای یادبود شفقت روی تمبر پستی سال ۲۰۱۹ روسیه

یوجین لیندن، نویسنده و متخصص هوش حیوانات، معتقد است که رفتار سگ‌ها نشان‌دهندهٔ «استدلال انعطاف‌پذیر و تفکر آگاهانه» است. همچنین مواردی وجود دارد که این سگ‌های مترو در زمان رفت و آمد خود توله به دنیا آورده‌اند.

### مالچیک
در سال ۲۰۰۱، زنی سگی به نام مالچیک، یک سگ وحشی سیاه رنگ که ایستگاه مندلیفسکایا را خانه خود کرده بود و از آن در برابر سگ‌های دیگر و افراد مست محافظت می‌کرد، را به طرز مرگباری با چاقو کشت. این حادثه که در مقابل دیدگان مسافران در ساعات شلوغی رخ داد، خشم افراد مشهور و عموم مردم را برانگیخت. این زن دستگیر، محاکمه و یک سال تحت درمان روان‌پزشکی قرار گرفت. برای ساخت مجسمه برنزی مالچیک به یادبود، که اکنون در ورودی ایستگاه قرار دارد، بودجه جمع‌آوری شد.

## میزان حمله سگ
یکی از اثرات جمعیت زیاد سگ‌های وحشی، سطح بالا و رو به افزایش حملات سگ‌ها به انسان‌ها است. آمار رسمی در سال ۲۰۰۷ نشان می‌دهد که ۲۰۰۰۰ حمله رخ داده است که از این تعداد، ۸۰۰۰ مورد به اندازه‌ای جدی بوده‌اند که نیاز به مداخله پلیس یا پزشکی داشته‌اند و حداقل یکی از آنها منجر به مرگ شده است. بخشی از این مشکل به سگ‌های دارای جایگاه اجتماعی برمی‌گردد که وقتی دردسرساز می‌شوند، رها می‌شوند و بخشی دیگر به دلیل سگ‌هایی است که در مناطق جنگلی زندگی می‌کنند و به خوبی اجتماعی نشده‌اند و بیشتر مستعد قلمروگرایی تهاجمی هستند.